# Pedro Barrios Llerena
Pedro Fermín Barrios Llerena (Junín, 10 de octubre de 1930) es un político peruano. Fue diputado por el departamento de Junín en el periodo 1980-1985.

## Biografía
Nació en la región Junín, el 10 de octubre de 1930. Fue hijo de Leonardo Barrios y de Bernandina Llerena.
Fue miembro de Acción Popular, partido político fundado y liderado por Fernando Belaúnde Terry. En las elecciones parlamentarias del año 1980, postuló a la Cámara de Diputados del Congreso la República representando al departamento de Junín y logró resultar elegido como diputado para el periodo parlamentario 1980-1985.
Como diputado colaboró con la construcción de un pabellón de aulas del Instituto de Educación Superior Pedagógico Público “Gustavo Allende Llavería”.